# WikiLeaks
|  | WikiLeaks no és un projecte de la Fundació Wikimedia. |

WikiLeaks és una organització sense afany de lucre que publica documents confidencials filtrats per persones anònimes. El seu lloc web, llançat el 2006, és gestionat per Sunshine Press. Articles de premsa i de la revista The New Yorker (7 de juny del 2010) descriuen Julian Assange, un periodista australià i activista d'Internet, com el seu director. Malgrat el seu nom, no és un wiki en el sentit comú d'aquesta paraula, perquè els simples lectors no poden modificar-ne el contingut, sinó que els posseïdors d'informacions confidencials poden posar-les a disposició dels responsables de l'organització, i aquests decideixen si les han de publicar o no.
L'organització ha declarat que va ser fundada per dissidents xinesos, així com periodistes, matemàtics i tecnòlegs de noves empreses dels EUA, Taiwan, Europa, Austràlia i Sud-àfrica. D'ençà un any del seu llançament, el lloc va dir que la seva base de dades havia crescut en més d'1,2 milions de documents; el vídeo de la matança col·lateral és un dels seus llançaments més notables. S'ha guanyat una sèrie de premis a nous mitjans de comunicació pels seus informes.
El 2 de desembre de 2010, el registrador de dominis EveryDNS va tallar l'accés a la pàgina inutilitzant l'adreça wikileaks.org; immediatament es va oferir un nou domini,wikileaks.ch, però també va ser neutralitzat. A partir d'aquest moment, l'organització va decidir demanar allotjament a col·laboradors privats, i van aparèixer centenars de persones que oferien altruistament un subdomini a l'organització, per exemple wl.opsec.eu o wl.creative-guerillas.com. També és possible accedir directament per l'adreça IP de l'organització.

## Història

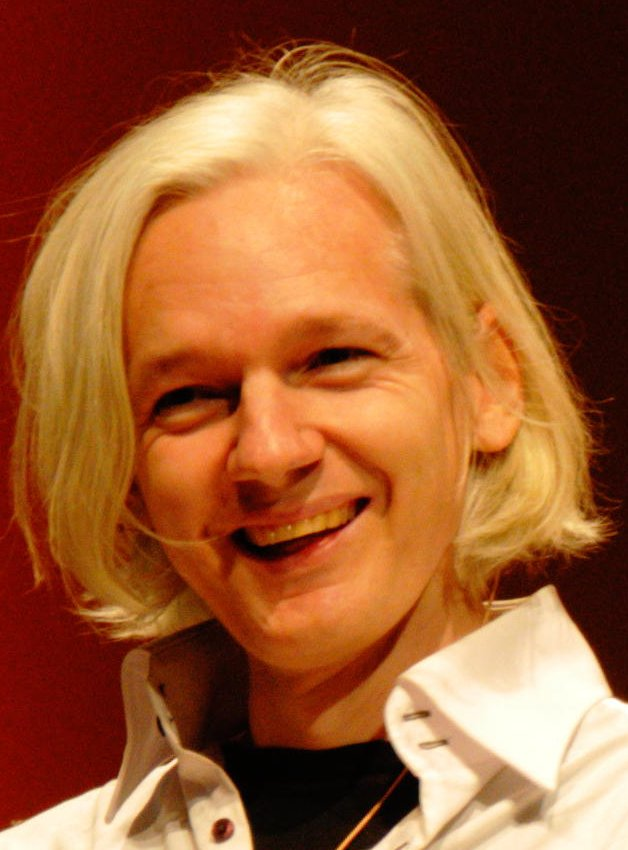
Julian Assange, el portaveu més conegut de WikiLeaks

Wikileaks va començar el gener del 2007, quan va aparèixer per primera vegada a la web. El lloc afirma que va ser «fundat per dissidents xinesos, periodistes, matemàtics i tècnics d'empresa, dels Estats Units, Taiwan, Europa, Austràlia i Sud-àfrica". Els creadors de Wikileaks van ser identificats a data de gener del 2007, encara que és representat en públic des de gener de 2007 per persones que no són anònimes, com ara Julian Assange, que s'havia descrit com a membre de la junta assessora de Wikileaks i va ser referit més tard com el «fundador de Wikileaks». El seu consell assessor consistia en 2016 en: Assange, Phillip Adams, Wang Dan, C. J. Hinke, Ben Laurie, Tashi Namgyal Khamsitsang, Xiao Qiang, Chico Whitaker, i Wang Youcai. D'acord amb la revista Mother Jones, el 2010, Khamsitsang va dir que mai havia acceptat ser-ne assessor.
Wikileaks afirma que el seu "principal interès està en la denúncia dels règims opressius de l'Àsia, l'antic bloc soviètic, l'Àfrica subsahariana i l'Orient Mitjà, però també esperem que doni assistència a persones de totes les regions que volen revelar el comportament poc ètic dels seus governs i empreses."
El gener del 2007, el lloc web va indicar que hi havia més d'1,2 milions de documents filtrats que estaven sent disposats per publicar-se. Els documents foren obtinguts executant un node d'eixida TOR i espiant el tràfic d'usuaris, principalment el dels pirates xinesos. El grup va publicar posteriorment una sèrie d'altres documents importants que s'han convertit en notícia de primera plana, que van des de la documentació de les despeses dels equipaments i les explotacions de la Guerra de l'Afganistan fins a la corrupció a Kenya.
El seu objectiu declarat és aconseguir que els denunciants i els periodistes no siguen empresonats per enviar correu electrònic amb documents sensibles o classificats, com va passar amb el periodista xinès Shi Tao, que va ser sentenciat a 10 anys de presó el 2005 després de publicar un correu electrònic de les autoritats xineses sobre l'aniversari de la massacre de la plaça de Tiananmen.
El projecte ha estat comparat a la filtració dels Papers del Pentagon de Daniel Ellsberg el 1971. Als Estats Units, la filtració d'alguns documents pot estar legalment protegida. El Tribunal Suprem de Justícia dels EUA ha declarat que la Constitució garanteix l'anonimat, almenys en l'àmbit del discurs polític. L'escriptor i periodista Whitley Strieber ha parlat sobre els beneficis del projecte Wikileaks, assenyalant que "filtrar un document del govern pot significar la presó, però penes de presó per això poden quedar-se bastant curtes. Això no obstant, hi ha molts llocs on suposen un llarg empresonament i fins i tot la mort, com a la Xina i en algunes parts de l'Àfrica i Orient Mitjà."
El lloc ha guanyat diversos premis, incloent-hi el del 2008 Economist magazine New Media Award, i en el juny de 2009, Wikileaks i Julian Assange van guanyar el Premi 2009 de Mitjans d'Amnistia Internacional del Regne Unit (en la categoria de "Nous Mitjans") per la publicació el 2008 de "Kenya: The Cry of Blood - Extra Judicial Killings and Disappearances", un informe de la Comissió Nacional de Kenya de Drets Humans sobre els assassinats de la policia a Kenya. El maig del 2010, va ser qualificada la primera "de les pàgines web que podrien canviar totalment les notícies".

### Suspensió d'activitat, recaptació de fons
El 24 de desembre del 2009, Wikileaks va anunciar que estava experimentant una escassetat de fons i va suspendre tots els accessos al seu lloc web a excepció d'un formulari per a presentar nou material. El material que havia publicat anteriorment ja no estava disponible, encara que alguns documents encara es podien llegir en els llocs no oficials. Wikileaks va manifestar en el seu lloc web podria funcionar de nou una vegada els costos operatius foren coberts. Wikileaks va veure això com una mena de colp "per garantir que, encara que s'hi aturi el treball normal i la participació, es passen de fet el temps intentant augmentar els ingressos".
Mentre que s'esperava inicialment que els fons podrien ser garantits per al 6 de gener del 2010, fou només el 3 de febrer del 2010 que WikiLeaks va anunciar que el seu objectiu de recaptació mínim s'havia aconseguit.
El 22 de gener del 2010, PayPal va suspendre el compte de donacions de Wikileaks i en congelà els actius. Wikileaks va dir que això havia passat abans, i s'havia fet sense "cap raó òbvia". El compte va ser restaurat el 25 de gener del 2010.
El 18 de maig del 2010, WikiLeaks va anunciar que el seu lloc web i arxius tornaven a estar en línia.
En de juny de 2010, Wikileaks és finalista per a una donació de més de mig milió de dòlars de la Fundació John S. and James L. Knight.

## Equip i finançament
Segons una entrevista el gener de 2010, l'equip de Wikileaks està format per cinc persones a temps complet i al voltant de 800 col·laboradors ocasionals, els quals no reben cap compensació econòmica. Wikileaks no disposa d'una seu oficial. Les despeses de manteniment anuals voregen els 200.000 €, principalment per a servidors i burocràcia, encara que les despeses haguessin ascendit fins als 600.000 € si la feina realitzada per voluntaris hagués estat remunerada. Wikileaks no ha pagat advocats, sinó que els centenars de dòlars en suport legal han estat donats per mitjans de comunicació com Associated Press, The Los Angeles Times, i la National Newspaper Publishers Association. El seu finançament es basa únicament en donacions, malgrat que Wikileaks té planejat afegir-hi un model de subhastes.

## Tecnologia
En la pàgina inicial "sobre" originàriament posava: "A l'usuari, Wikileaks s'assemblarà molt a la Viquipèdia. Qualsevol pot escriure-hi, qualsevol pot editar. No calen coneixements tècnics. Els filtradors poden publicar documents de manera anònima i sense seguiment. Els usuaris poden discutir públicament els documents i analitzar-ne la credibilitat i veracitat. Els usuaris poden discutir les interpretacions i el context i, en col·laboració, formular publicacions col·lectives. Els usuaris poden llegir i escriure articles explicatius sobre les filtracions d'informació, juntament amb els antecedents i el context. La rellevància política dels documents i la seva versemblança es donarà a conèixer a un elenc de milers de persones."
Això no obstant, WikiLeaks va establir una política editorial que acceptava només documents que foren "d'interès polític, diplomàtic, històric o ètic". Això va coincidir amb la crítica sobre que, en no existir una política editorial, es confondria el bon material amb el correu brossa i promouria "publicació automatitzada o indiscriminada dels registres confidencials". Ja no és possible per a qualsevol persona enviar-hi o modificar-la, com el FAQ original prometia. En lloc d'això, les publicacions estan regulades per un procés de revisió interna i algunes se'n publiquen, mentre que els documents que no compleixen els criteris editorials són rebutjats pels revisors anònims de Wikileaks. En el 2008, el FAQ revisat deia que "qualsevol hi pot publicar comentaris. […] Els usuaris poden discutir públicament els documents i analitzar-ne la credibilitat i veracitat." Després del rellançament del 2010, la publicació de nous comentaris en filtracions ja no era possible.
Wikileaks es basa en diversos paquets de programari, incloent-hi MediaWiki, Freenet, Tor, i PGP. Wikileaks recomana enviaments mitjançant Tor, a causa de les fortes necessitats de privacitat dels seus usuaris.